# Lino Vaccari
Lino Vaccari (* 23. August 1873 in Crespano del Grappa; † 1951 in Rom) war ein italienischer Botaniker.
Sein botanisches Autorenkürzel lautet „Vacc.“.

## Leben
Nach seinem Studium der Naturwissenschaften in Padua im Jahr 1896, das er mit einer 1902 veröffentlichten Arbeit über die Anatomie und Systematik der italienischen Enziane abschloss, widmete sich Vaccari der Lehrtätigkeit als Lehrer für Naturwissenschaften an Gymnasien (in Aosta, Tivoli, Florenz und Rom). Später war er Schulleiter an Gymnasien und Zentralschulinspektor für weiterführende Schulen. Außerdem war er Dozent für Botanik an der Universität La Sapienza und am Institut für Höhere Studien in Florenz.
Seine Forschungs- und Studienaktivitäten im Bereich der Botanik begannen im Aostatal, wo Vaccari von 1896 bis 1902 als Lehrer für Naturwissenschaften am Liceo Classico in Aosta tätig war. Er arbeitete mit Pierre Chanoux, dem Gründer des Alpengartens Chanousia, zusammen, dessen Direktor Vaccari nach dem Tod des Gründers (1909) wurde. Im Jahr 1902 gründete er zusammen mit Joseph-Marie Henry das Bulletin de la Société de la Flore Valdôtaine, eine Zeitschrift, die Vaccari bis 1941 leitete und die seit 1975 Revue Valdôtaine d’Histoire Naturelle heißt. In diesen Jahren entstand das Projekt eines Gesamtwerks über die Flora des Aostatals, das in einem einzigen Band den Thalamifloren und Calycifloren gewidmet ist. Ihm werden mehr als 150 wissenschaftliche Veröffentlichungen zugeschrieben. Er schrieb auch zahlreiche populärwissenschaftliche Artikel und einige erfolgreiche Schulbücher für weiterführende Schulen.

## Schriften (Auswahl)
- Catalogue Raisonné des Plantes Vasculaires de la Vallée d’Aoste, Vol. I, Aoste : Imprimerie catholique, 1904
- Flora cacuminale della Valle d’Aosta, Firenze : Pellas, 1901
- L’amico dei fiori : piccola guida tascabile allo studio della botanica : ad uso dei dilettanti e dei principianti, Torino : C. Clausen H. Rinck succ., 1906
- Per la protezione della fauna italiana, Tivoli : Tip. Majella di A. Chicca, 1912
- Contributo alla biologia della Valle d’Aosta, Firenze : Stab. Pellas, 1913
- Come vivono le piante: compendio di biologia e morfologia vegetale, ad uso delle scuole medie superiori, Torino-Genova : S. Lattes e C., 1922
- Come vivono gli animali: compendio di morfologia e di biologia animale, ad uso delle scuole medie superiori, Torino-Genova : S. Lattes e C., 1924

## Hommage
Die Straße um das Castello Jocteau, dem ehemaligen Sitz der Société de la Flore Valdôtaine auf dem Hügel von Aosta (Region Beauregard), trägt seinen Namen.